# Франческа Боррі
Франческа Боррі (італ. Francesca Borri, нар. 1980) — італійська журналістка, відома репортажами про конфлікти на Близькому Сході, в минулому правозахисниця. Авторка книг.

## Біографія
Франческа Боррі навчалася у Флоренції та Пізі, здобула бакалаврський диплом з філософії та права, магістерські — з прав людини та міжнародних відносин. Була студенткою відомого юриста Антоніо Кассезе. Деякий час працювала як фахівчиня з прав людини на Балканах, а з 2007 на Близькому Сході. Співпрацювала, зокрема, з Мустафою Баргуті.
Її перша книга, що вийшла друком у 2008, Non aprire mai (укр. Ніколи не відкривайте) була дослідженням конфлікту в Косові. 2010 року опублікувала книгу про ізраїльсько-палестинський конфлікт під назвою Qualcuno con cui parlare. Israeliani e Palestinesi (До кого б заговорити. Ізраїльтяни та палестинці).
В лютому 2012 Франческа виступила в пресі з розслідуванням діяльності компанії Ільва. Згідно з його результатами, забруднення довкілля, спричинене роботою металургійного заводу в Таранто, призводило до росту кількості випадків раку у жителів регіону. Розслідування було підтверджене урядовою комісією, мало гучний резонанс і довготривалі наслідки.
Від 2012 року Франческа Боррі залишила правозахист і повністю зосередилась на репортажній журналістиці, в того року вона почала вести репортажі з Сирії. У 2016 році її книга про сирійську війну, головне присвячена битві за Алеппо, La guerra dentro (Війна всередині) була перекладена англійською під назвою Syrian Dust (Сирійський пил). Того ж року її запросили бути почесною доповідачкою Щорічної промови Інституту досліджень миру в Осло. 2018 році вийшов переклад наступної книги Боррі Destination Paradise (Пункт призначення Рай) про присутність джихадистів на Мальдівах. 2019 з'явилась її спільна з фотографом Сергієм Понамарьовим книга, присвячена долі біженців, Exodus (Вихід).
Книги Боррі перекладені принаймні 24 мовами. Як журналістка вона регулярно пише для видань Il Fatto Quotidiano, Internazionale, Al-Monitor.
2017 та 2019 року її праці входили в короткі списки провідної професійної премії European Press Prize.
Учасниця медіафоруму у Львові 2018, 2020 та 2021 років.
2020 року її репортажі з охопленого пандемією містечка Нембро, поблизу Берґамо стали основою офіційного розслідування щодо реакції місцевої влади на спалах коронавірусної хвороби.

## Твори
- Passaggi / [La meridiana], la meridiana, 2008, ISBN 9788861530478
- Qualcuno con cui parlare: israeliani e palestinesi, Manifestolibri, 2010, ISBN 9788872856505
- La guerra dentro, Bompiani, 2014, ISBN 9788858767290
- Destination Paradise: Among the Jihadists of the Maldives, Seven Stories Press, 2017, ISBN 9781609808433

## Джерело
Біографія журналістки на сайті European Press Prize